# Branchiostegalapparat

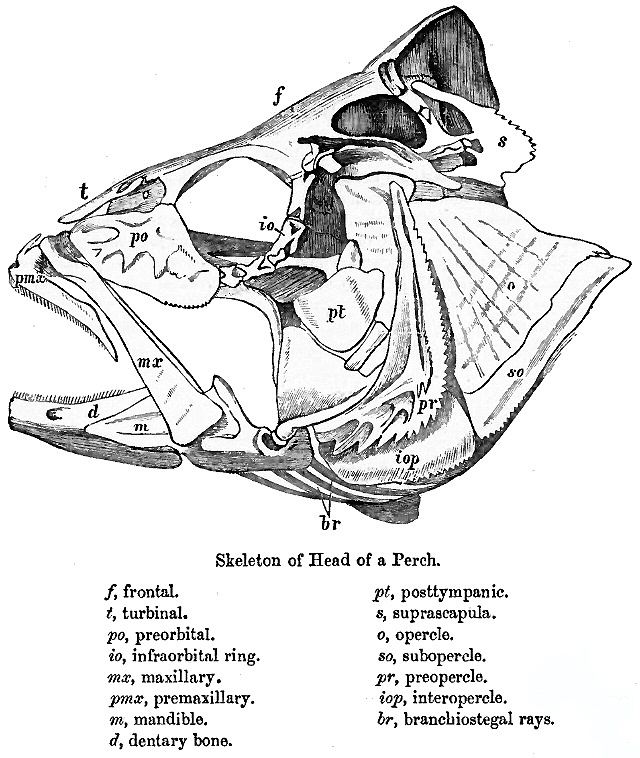
Kopfskelett eines Flussbarsches. Die Branchiostegalstrahlen sind an der Kopfunterseite zu sehen (br).

Der Branchiostegalapparat ist eine anatomische Struktur am Schädel der Knochenfische (Osteichthyes). Der Apparat besteht aus der Branchiostegalmembran und einer Reihe knöcherner, langer und gebogener Branchiostegalstrahlen (Radii branchiostegi), die am Zungenbein (Hyoid) ansetzen und die Membran stützen. Diese liegt an der Kopfunterseite vor dem Kiemendeckel und dichtet den Kiemenraum zur Bauchseite hin ab. Die Membranen der beiden Kopfseiten können entweder frei, miteinander verbunden oder mit der „Kehle“ verwachsen sein. Die Zahl der Branchiostegalstrahlen kann zur Unterscheidung von Arten herangezogen werden (Elops hat bis 40, der Karpfen 3 Strahlen; selten fehlen diese völlig).
Der Branchiostegalapparat ist an der Atmung und dem Nahrungserwerb beteiligt (siehe Fischmaul), indem mit Hilfe der an den Branchiostegalstrahlen, vor allem aber mit der am Hyoid und dem Kiemendeckel ansetzenden Muskulatur, ein Wasserstrom über die Kiemen erzeugt wird.